# عالاشا
عالاشا (به لاتین: Alaşa) یک منطقهٔ مسکونی در جمهوری آذربایجان است که در شهرستان آستارا واقع شده‌است.

## مردم
عالاشا' ۳۹۶ نفر جمعیت دارد.

## جغرافیا
عالاشا یکی از جنوبی‌ترین آبادی‌های جمهوری آذربایجان است که در نقطه مقابل عنبران‌محله در خاک ایران قرار دارد. فاصله آن تا شهر باکو پایتخت جمهوری آذربایجان ۲۹۳ کیلومتر و فاصله آن تا شهر آستارا ۸.۹ کیلومتر است.

## ریشه واژه
عالاشا در زبان تالشی به شکل Ələşo نوشته می‌شود. اَلَه به معنی بزرگ و شا یا شو به معنی زندگی است. معنای کلی آن روستای بزرگ یا زندگی بزرگ است.